# Marc Maury
Pour les articles homonymes, voir Maury.
Marc Maury né le 21 octobre 1957 à Bagneux, est un décathlonien et joueur de rugby à XV, devenu ensuite comédien puis présentateur d'événements sportifs internationaux, de séminaires et de conventions, et consultant athlétisme sur Canal+.

## Biographie

### Jeunesse et carrière sportive
Né d'un père cantalou et d'une mère parisienne, il a vécu 9 ans en Algérie, de 1966 à 1975, alors que ses parents y étaient enseignants coopérants. Habitant à Ben Aknoun, quartier d'El Biar, il fréquente le lycée Descartes où il est champion de cross scolaire, deux années de suite, en cadet.
Il devient, ensuite, plusieurs fois champion d'Algérie junior de décathlon et de saut à la perche.
Rentré en France, en 1975, à Aurillac, pour finir ses études, il s'essaye au rugby à XV et signe au Stade aurillacois, alors en groupe A du championnat de France. Dès septembre 1976, il fait des études d'éducation physique et sportive, à l'UEREPS de Clermont-Ferrand, participe à une trentaine de décathlons (6 793 pts), entraîné par François Juillard, Alain Tronqual et Paul Dufour. Il signe en 1980 à la section rugby du Stade clermontois où il joue troisième ligne aile aux côtés de Jacques et Jean-Paul Cristina et de Frédéric Costes. Le Stade clermontois participe au Championnat de France Groupe B.
Il obtient son certificat d'aptitude au professorat d'éducation physique et sportive en 1982. Il est nommé à Nœux-les-Mines, un an, puis est muté à Fontenay-sous-Bois en région parisienne. II enseigne 4 ans et se met en disponibilité, pour prendre des cours d'art dramatique. II devient mannequin, et tourne dans plusieurs spots publicitaires (dont le spot "Stick Large" Mennen). En tant que comédien, il joue dans des 5 longs métrages, (dont Le Miraculé, de Jean Pierre Mocky, Riens du Tout, premier film de Cédric Klapisch, Henry and June, de Philip Kaufman, partenaire d'Uma Thurman, et Regarde moi quand je te quitte, dernier film de Philippe De Broca), des séries télévisées et des pièces de théâtre.

### Carrière de speaker et maître de cérémonie

#### Athlétisme
Toujours athlète, dès 1983, il devient speaker des réunions nationales et internationales d'athlétisme, et travaille avec le groupe d'animation de la Fédération française d'athlétisme (FFA).
En 1987, il travaille pour la première fois avec la Fédération Internationale d'Athlétisme aux championnats du monde à Rome, comme speaker, puis continuera d'être l'une des voix françaises (langue officielle) des championnats du monde, comme ceux de Tokyo (1991), d'Edmonton, en 2001, où il sera le premier présentateur de l'histoire, sur le terrain, puis à Paris (2003), lors de mémorables championnats, aux côtés de Patrick Chêne, puis aussi Helsinki (2005), Osaka (2007), Daegu (2011), Moscou (2013) et Pékin (2015). Il est également le speaker du Marathon de Paris, depuis 2000.

#### Tennis
En 1994, Gilles Moretton, le fait rentrer dans l'univers du tennis au Grand Prix de Lyon. Il en devient le présentateur. La même année, il anime le Masters de Paris-Bercy. Dès 1995, il présente le Tournoi de tennis de Marseille, le Masters de Monte-Carlo, Tournoi de tennis de Toulouse, qui sera remplacé par le Tournoi de tennis de Moselle, en 2003, et devient la voix de Roland-Garros en 2004. Il anime tous ces tournois depuis, plus l'Open GDF Suez (féminin) depuis 1996, et l'Open Sud de France, à Montpellier, qui a remplacé le Grand Prix de tennis de Lyon.

#### Sports automobile
En 1997, Philippe Gurdjian, le sollicite pour présenter le Grand Prix de France de Formule 1, à Magny-Cours, tout en aidant Rémi Depoix et Franz Hummel, aux 24 heures sur Glace de Chamonix, à l'occasion du Festival de l'automobile.

#### Rugby à XV
C'est la même année qu'il présente le dernier match de rugby de l'équipe de France, au Parc des Princes, contre l’Afrique du Sud, et début 1998, le premier au Stade de France, contre l'Angleterre. Il présente depuis tous les matches du tournoi des VI Nations au Stade de France. Ainsi que les matches des tournées d'Automne jusqu'en 2018. Il fut aussi l'un des présentateurs de la coupe du monde 2007 et de 2023. 

#### Football
Présente deux finales de Ligue des Champions, au Stade de France, en 2000 (Réal Madrid-Valence FC) et en 2006 (FC Barcelone-Arsenal FC). Le championnat d'Europe 2016 (match d'ouverture et la finale), en France

#### Autres
Il collabore également avec les fédérations de handball, de golf, d'escrime, de badminton, de tennis de table, et de natation. Il anime la plupart des soirées de Gala de différentes fédérations sportives, nationales et  internationales. Il anime également depuis 2015 le Monte-Carlo Padel Master, une des épreuves phare du World Padel Tour. Il s'implique dès 2004 avec les Etoiles du Sport, aux côtes de Benoit Eycken et Sébastien Foucras, concept du partage d'expérience par excellence. Il anime aussi les conventions ou les séminaires de grandes entreprises, de grands groupes nationaux ou internationaux. (comme  Areva, PepsiCo, Malakoff Médéric, Schindler, Ménarini, MGEN, JDE,  ou Sanofi). Il est également présent dans le domaine caritatif (Enfants de la Terre, À chacun son Everest ou Fondation Prince-Albert-II-de-Monaco)
Il collabore aussi à l'association internationale Peace and Sport, depuis 2007, qui aide à la restructuration des relations entre les populations dans les zones de conflits. Actuellement, il est bénévole actif, auprès de l'Association Le Sport a du Cœur, qui aide les sportifs en précarité.

### Carrière à la télévision
En 1992, il rentre comme commentateur pigiste à Eurosport, puis à Canal+, comme consultant, en 1995, où Charles Biétry, le directeur des sports, lui confie la charge de l'athlétisme. En 1996, il commente les épreuves d'athlétisme des Jeux Olympiques à Atlanta, aux côtés de Charles Biétry (aux commentaires) avec Maryse Éwanjé-Épée (aux interviews).
L'aventure Canal + continue, en tant que commentateur après le départ de Charles Bietry, avec la Golden League, puis les Jeux olympiques d'été de 2000 à Sydney, avec Alain Blondel (consultant) et Maryse Éwanjé-Épée (femme de terrain), ceux d'Athènes, en 2004, avec Jean Galfione et Marie-José Pérec comme consultants, et Frédérique Bangué aux interviews, ceux de Pékin, en 2008, en tant qu'homme de terrain avec Grégoire Margotton aux commentaires, et les consultants Jean Galfione et Renaud Longuèvre et ceux de Rio de Janeiro, en 2016, en tant qu'homme de terrain avec Stéphane Guy aux commentaires, et les consultants Jean Galfione et Stéphane Caristan. Il couvre actuellement, l'Athlé Tour et les meetings Diamond League.

## Vie privée
Il a été marié à Maryse Éwanjé-Épée avec laquelle il a eu quatre enfants, divorcé en 2007.

## Filmographie

### Cinéma
- 1987 : Le Miraculé de Jean-Pierre Mocky : L'abbé Humus
- 1990 : Henry et June de Philip Kaufman : L'homme dans le film muet
- 1991 : Mocky Story de Jean-Pierre Mocky : Un playboy
- 1992 : Riens du tout de Cédric Klapisch : Johnny Bonjour
- 1993 : Tout le monde n'a pas eu la chance d'avoir des parents communistes de Jean-Jacques Zilbermann : L’accordéoniste

### Télévision
- 1990 : Les Nouveaux Chevaliers du ciel de Jean-Michel Charlier (Série TV) : Tanguy
- 1991 : Force de frappe de  Mario Azzopardi et Robin Davis (Série TV) : Gorki (1 épisode)
- 1993 : Regarde-moi quand je te quitte de Philippe de Broca (Téléfilm) : Bernard